# Gmina Dobretići
Gmina Dobretići (boś. Općina Dobretići) – gmina w Bośni i Hercegowinie, w kantonie środkowobośniackim. W 2013 roku liczyła 1629 mieszkańców.